# Jan Tomasz Brochocki
Jan Tomasz Brochocki z Brochocina herbu Ossoria – chorąży większy łęczycki w latach 1769–1783, chorąży orłowski w latach 1765–1769, stolnik brzeziński w latach 1755–1765, miecznik łęczycki w latach 1748–1755, chorąży chorągwi husarskiej wojewody pomorskiego Pawła Michała Mostowskiego w 1760 roku.
Poseł na sejm 1752 roku z województwa łęczyckiego. W 1764 roku był elektorem Stanisława Augusta Poniatowskiego z województwa łęczyckiego i posłem łęczyckim na sejm elekcyjny. Poseł na Sejm 1776 roku z województwa łęczyckiego.